# Miroslava Štaudová
Miroslava Štaudová rozená Tomášková (19. února 1927 – 18. června 2002 ) byla československá hráčka basketbalu (vysoká 175 cm). Je zařazena na čestné listině mistrů sportu.
Miroslava Štaudová, rozená Tomášková v roce 1947 s basketbalovým týmem Československa hrála na světových akademických hrách v Paříži. Za basketbalové reprezentační družstvo Československa hrála třikrát na mistrovství Evropy a to 1950 v Budapešti, 1952 v Moskvě a 1956 v Praze, za Československo hrála celkem 39 zápasů (1947–1957) a získala tři medaile (jednu stříbrnou a dvě bronzové).
V československé basketbalové lize žen v basketbalovém družstvu Žabovřesky Brno hrála deset sezón, za Slávii Brno osm sezón, po sezóně 1962/63 s celým týmem tým přešla do KPS Brno. Za celkem 19 ligových sezón získala patnáct medailových umístění, dvakrát byla mistryně Československa (1950/51, 1951), má šestkrát druhé a sedmkrát třetí místo.,

## Sportovní kariéra

### Hráčská
- kluby: celkem 19 ligových sezón, 15 medailových umístění: 2x mistryně Československa, 6x 2. místo a 7x 3. místo
- 1945–54 Žabovřesky Brno: 2x mistryně Československa (1950/51, 1951), 3x 2. místo (1952, 1953, 1953/54), 5x 3. místo (1946, 1947, 1948, 1949, 1950)
- 1954–1962 Slavia Brno: 3x 2. místo (1959, 1960, 1961), 2x 3. místo (1956, 1962), 2x 4. místo (1955, 1957), 5. místo (1958)
- 1962–63 KPS Brno: 4. místo (1963)
- Československo: 1947–1957 celkem 39 mezistátních zápasů
- Mistrovství Evropy: 1950 Budapešť (50 bodů /4 zápasy), 1952 Moskva (43 /4), 1956 Praha (47 /7)
- úspěchy:
- Mistrovství Evropy v basketbalu žen: 1950 Budapešť (3. místo), 1952 Moskva (2. místo), 1956 Praha (3. místo)
- na ME celkem 140 bodů v 15 zápasech